# Trochocarpa celebica
Trochocarpa celebica är en ljungväxtart som först beskrevs av J. J. Smith, och fick sitt nu gällande namn av V. Steenis apud H.J. Lam. Trochocarpa celebica ingår i släktet Trochocarpa och familjen ljungväxter. Inga underarter finns listade i Catalogue of Life.